# 森珀尔
森珀尔是印度北方邦西北部的一座城市，位于莫拉达巴德的西南。主要居民为穆斯林。距新德里158.6公里。工业包括制糖、手工纺织及棉布印花。2014年人口220,813人。